# Batocera wallacei
Batocera wallacei es una especie de escarabajo longicornio del género Batocera,  subfamilia Lamiinae. Fue descrita científicamente por Thomson en 1858.
Se distribuye por Papúa Nueva Guinea. Mide 43-88 milímetros de longitud.

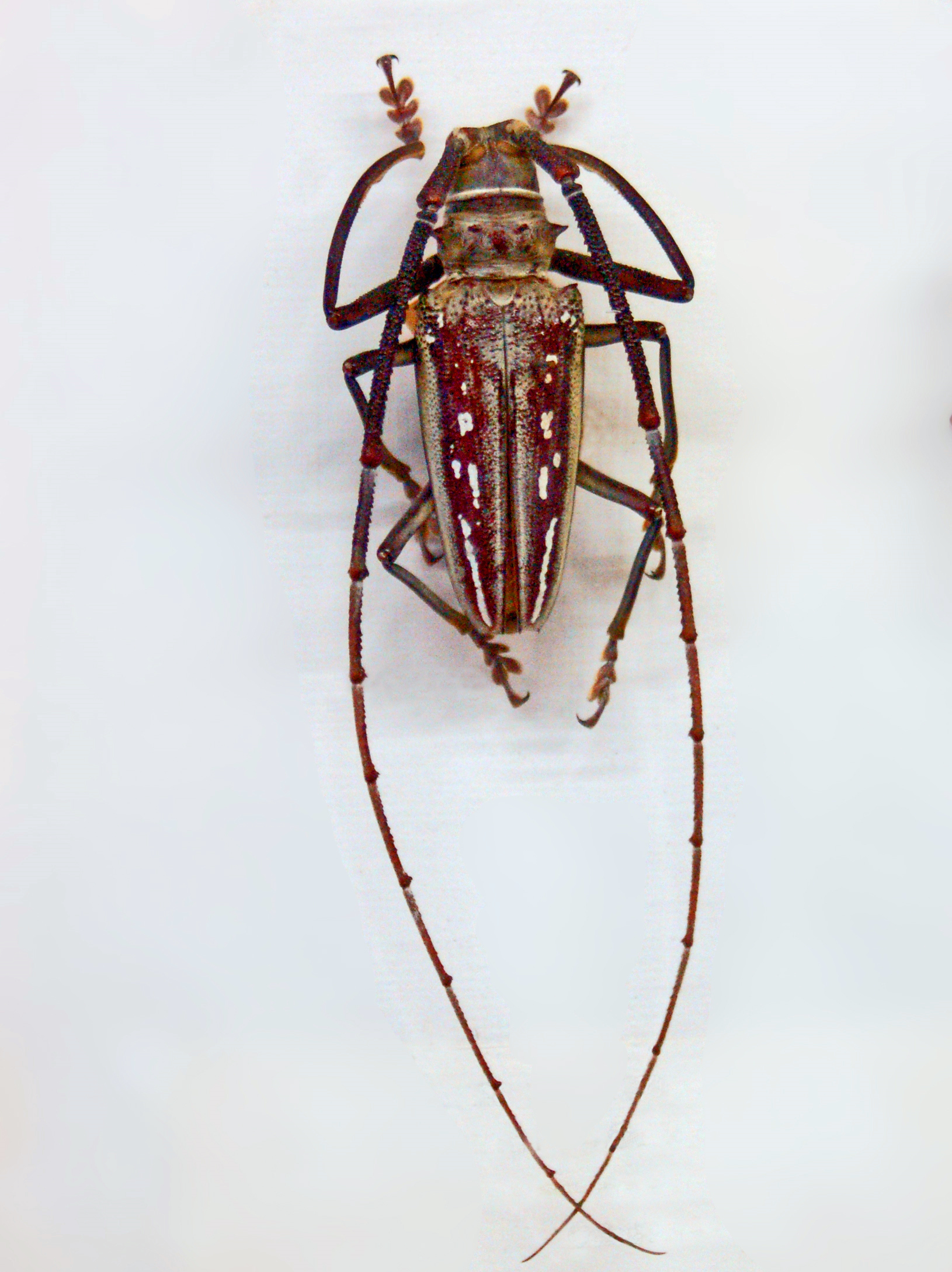
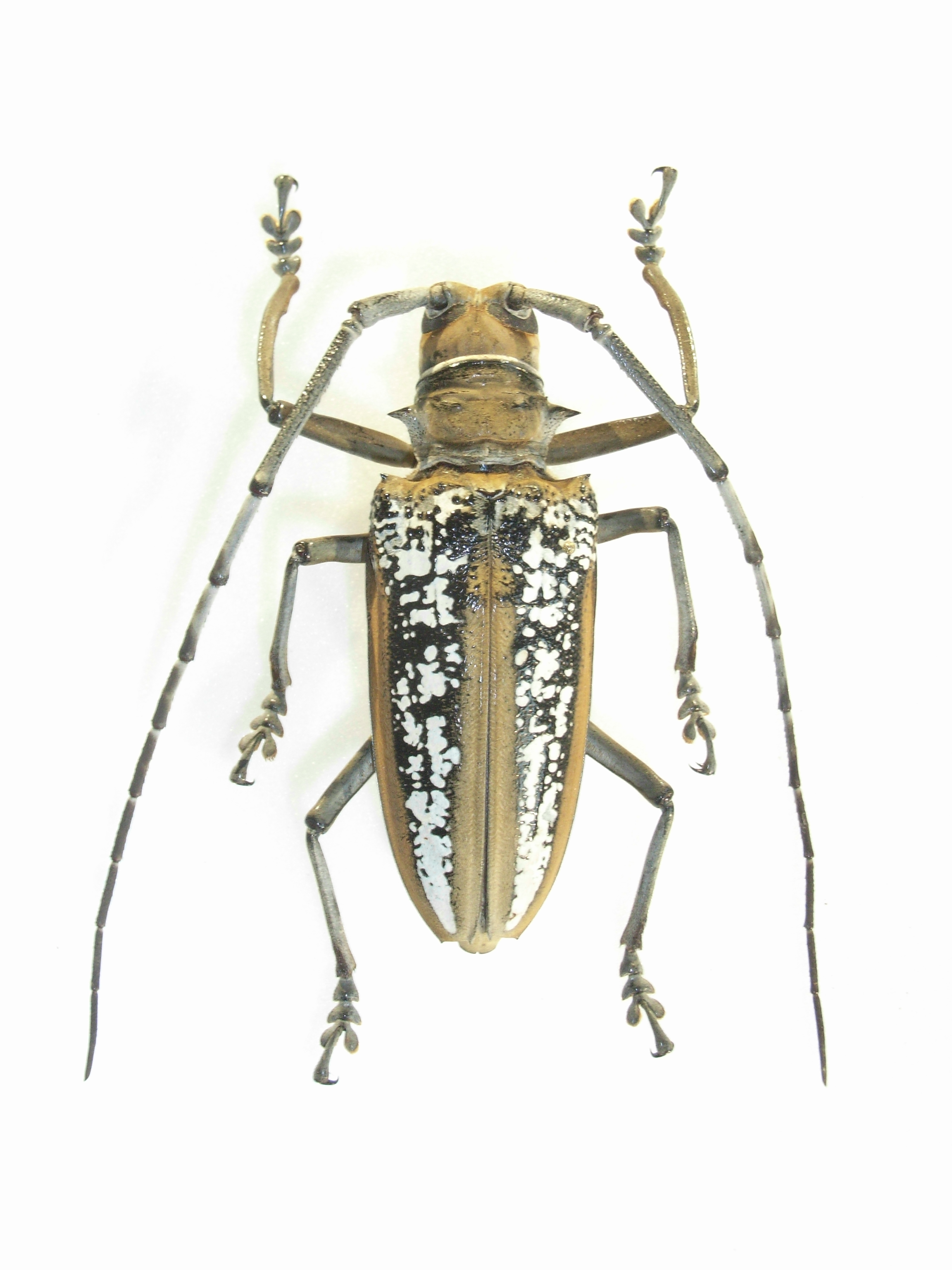
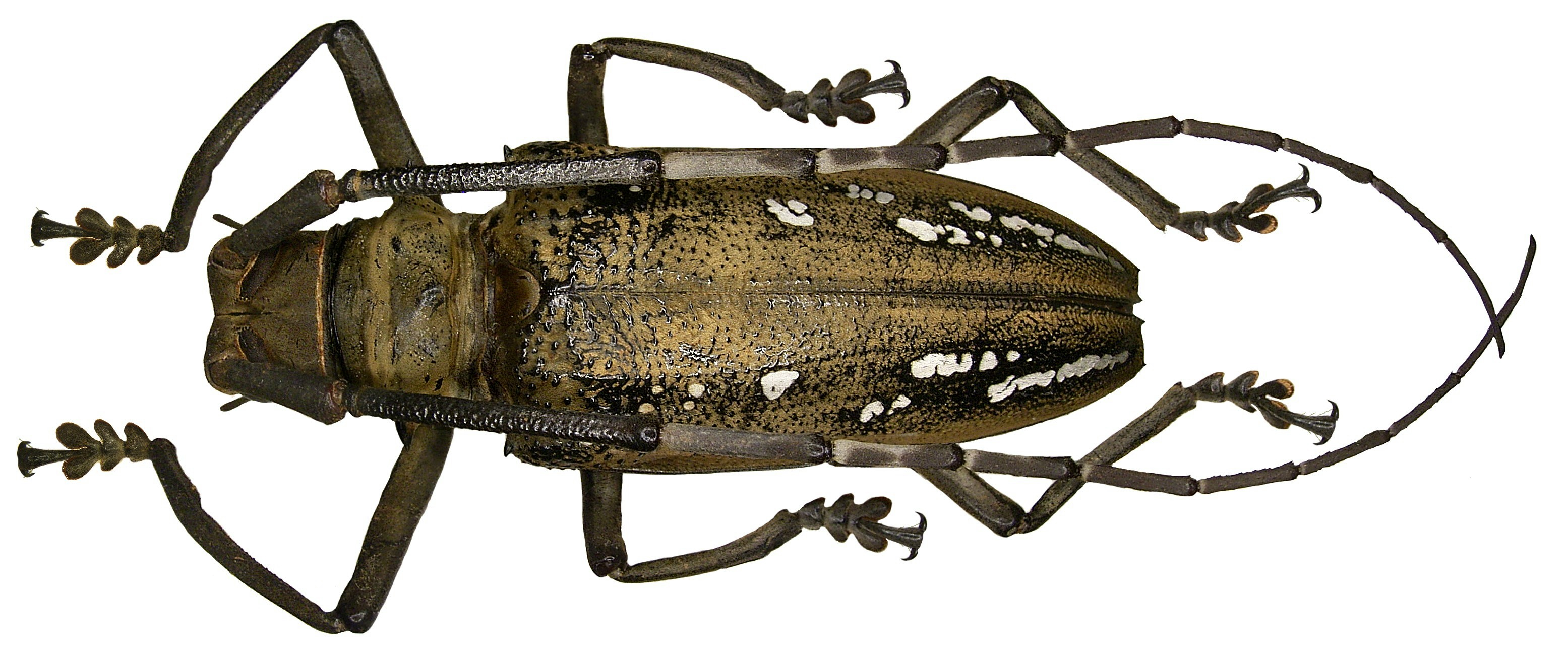
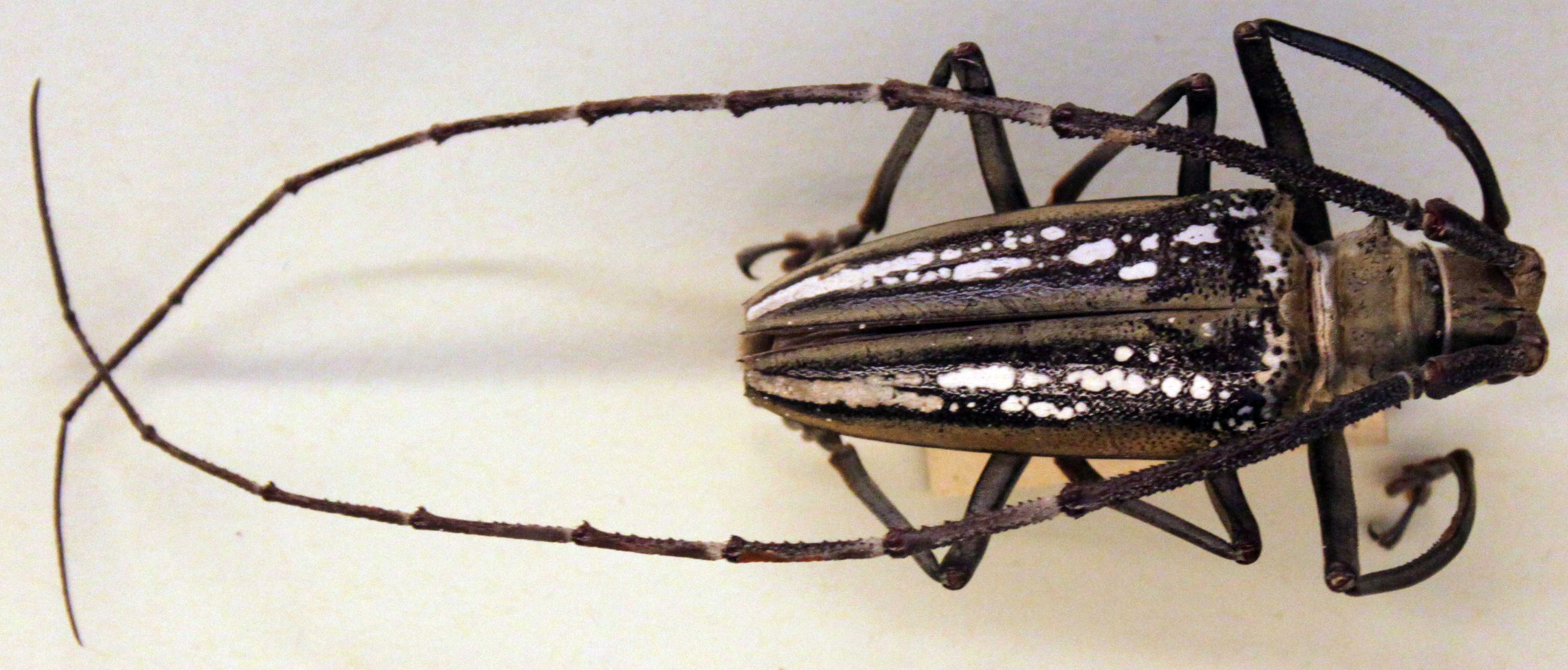